# Mammillaria hernandezii
Mammillaria hernandezii (biznaga de Hernández) es una especie endémica de biznaga perteneciente a la familia Cactaceae que se distribuye en Oaxaca en México. La palabra hernandezii es un epíteto en honor a Eulalio Hernández, sobrino y compañero de Felipe Otero, coleccionista mexicano de cactus.

## Descripción
Tiene tallos simples, hasta 3 cm de alto y 3 o 4 cm de ancho, cortamente napiformes, subglobosos, sus tubérculos de 5 mm de ancho, son cónicos y color verde oscuro, las areolas de 1 a 2 mm de largo son ovadas. Tiene cerca de 17 a 28 espinas radiales de aproximadamente 2 mm de largo, subuladas, radiadas y de color blanco, sin espinas centrales. La flor de aproximadamente 2 cm de largo es infundibuliforme de tonos verdes claros y pardos. El fruto de 3 mm de largo y 3 mm de ancho es redondo y verde claro. La semilla de 1.2 mm de largo tiene la testa negra. La floración ocurre entre los meses de octubre y diciembre.
No suele ser una especie cultivada para uso ornamental, pero es común en colecciones de cactáceas.

## Distribución
Microendémica de una reducida área en la Sierra Mixteca del estado de Oaxaca en México.

## Hábitat
Habita en espacios abiertos en bosques de Pino - Encino, en elevaciones de hasta 2300 m s. n. m. La mayoría de su tallo suele estar enterrado, por lo que su presencia puede pasarse por alto.

## Estado de conservación
Tiene un área de distribución no mayor a 5000 m², la mayor amenaza para la conservación de la especie es el sobrepastoreo de ganado caprino, lo que dificulta el establecimiento de nuevas plántulas. A pesar de esto, suele ser bastante abundante, con poblaciones de decenas de miles de individuos, sin embargo, la Norma Oficial Mexicana 059-SEMARNAT-2010 determina que la especie se encuentra sujeta a protección especial (Pr) y la Unión Internacional para la Conservación de la Naturaleza la lista como especie en peligro (EN).
Todas sus poblaciones se encuentran dentro de la Reserva de la Biosfera Tehuacán - Cuicatlán.